# Rhamphomyia ozerovi
Rhamphomyia ozerovi är en tvåvingeart som beskrevs av Bartak 2003. Rhamphomyia ozerovi ingår i släktet Rhamphomyia och familjen dansflugor. Inga underarter finns listade i Catalogue of Life.